# Командование сил специальных операций Украины
Командование сил специальных операций (укр. Командування сил спеціальних операцiй, сокр. КССпО, в/ч А0987) — орган военного управления силами специальных операций ВСУ.

## Структура
- 99-й отдельный батальон управления и обеспечения (в/ч А3628, город Киев)
- 142-й учебно-тренировочный центр (в/ч А2772, город Бердичев, Житомирская область)

#### Части специального назначения
- 3-й отдельный полк специального назначения (в/ч А0680, г. Кропивницкий)
- 8-й отдельный полк специального назначения (в/ч А0553, город Хмельницкий)[2]
- 73-й морской центр специальных операций (в/ч А1594, город Очаков, Николаевская область)
- 140-й центр специального назначения (в/ч А0661, город Хмельницкий)